# اوساسکو
اوساسکو (به ایتالیایی: Osasco) یک کومونه در ایتالیا است که در استان تورین واقع شده‌است.

## خصوصیات
اوساسکو ۵٫۵ کیلومترمربع مساحت و ۱٬۱۳۸ نفر جمعیت دارد و ۳۴۴ متر بالاتر از سطح دریا واقع شده‌است.

## خواهرخوانده
شهر اوزاسکو خواهرخواندهٔ اوساسکو هست.